# Kenneth Carey
Kenneth Carey   (Wilmington, 7 d'agost de 1893 - Los Angeles, 4 de gener de 1981) va ser un regatista estatunidenc que va competir durant el primer terç del segle xx.
El 1932 va prendre part en els Jocs Olímpics de Los Angeles, on va guanyar la medalla d'or en la categoria de 8 metres del programa de vela a bord de l'Angelita.